# Erythrura trichroa
Il diamante di Kittlitz o diamante facciazzurra (Erythrura trichroa Kittlitz, 1874) è un uccello passeriforme appartenente alla famiglia degli Estrildidi.

## Tassonomia
In virtù del vasto areale occupato, se ne riconoscono numerose sottospecie, che si differenziano fra loro in base alle dimensioni, alla tonalità della colorazione del piumaggio ed all'estensione delle varie colorazioni sul corpo:
- Erythrura trichroa trichroa, la sottospecie nominale, endemica dell'isola di Kosrae;
- Erythrura trichroa clara Taka-Tsukasa & Yamashina, 1931, caratterizzata da colorazione verde del corpo piuttosto chiara, diffusa sulle isole Chuuk e sulle isole Senyavin;
- Erythrura trichroa cyanofrons Layard, 1878; diffusa nell'arcipelago delle Vanuatu e sulle isole della Lealtà;
- Erythrura trichroa eichhorni Hartert, 1924, endemica delle isole Mussau;
- Erythrura trichroa macgillivrayi Mathews, 1914, diffusa in Australia nord-orientale;
- Erythrura trichroa modesta Wallace, 1862, caratterizzata da scarsa estensione della mascherina facciale, diffusa nelle Molucche settentrionali;
- Erythrura trichroa pinaiae Stresemann, 1914, diffusa nelle Molucche meridionali;
- Erythrura trichroa pelewensis Kuroda, 1922, endemica di Palau;
- Erythrura trichroa sanfordi Stresemann, 1931, endemica di Sulawesi;
- Erythrura trichroa sigillifer De Vis, 1897, la sottospecie di dimensioni maggiori, diffusa in Nuova Guinea e nell'arcipelago di Bismarck;
- Erythrura trichroa woodfordi Hartert, 1900, diffusa nelle Isole Salomone;

Il nome comune della specie è stato scelto in onore di Friedrich Heinrich von Kittlitz, che per primo descrisse la specie.

## Distribuzione edhabitat
Il diamante di Kittlitz è probabilmente la specie di Erythrura che occupa l'areale più vasto, assieme al diamante quadricolore: lo si trova infatti in tutte le isole comprese fra Sulawesi ad ovest e le Vanuatu ad est, passando per le Molucche, la Nuova Guinea e le isole Salomone, mentre a nord la specie è diffusa sulla maggior parte delle isole Caroline ed a sud se ne segnala la presenza lunga la porzione orientale della penisola di Capo York, in Australia nord-orientale.
L'habitat di questa specie è rappresentato dalle aree boschive confinanti con radure erbose o campi coltivati, tuttavia si tratta di uccelli piuttosto versatili che si spingono anche nei giardini alberati e nei mangrovieti.

## Descrizione

### Dimensioni
A seconda della sottospecie presa in considerazione, le dimensioni medie variano fra gli 11 ed i 14 cm, coda compresa.

### Aspetto

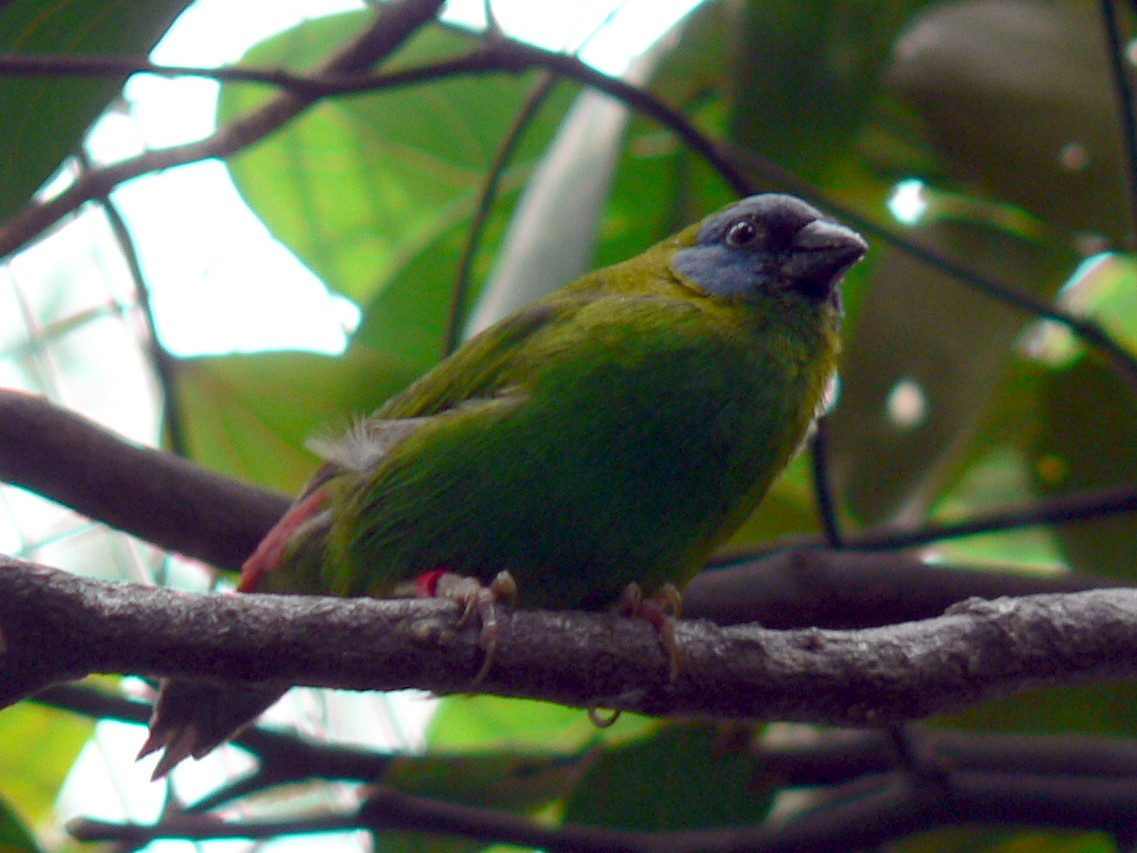
Un diamante di Kittlitz nel Taronga Zoo di Sydney.

L'aspetto è arrotondato e tozzo, con forte becco.

La livrea si presenta di colore verde erba sulla maggior parte del corpo, con tendenza allo schiarimento sul basso ventre ed a scurirsi sulle ali; il codione e la coda sono di colore rosso scarlatto, mentre sulla faccia è presente una mascherina di colore blu cobalto, che si estende dai lati del becco alle guance ed alle orecchie e si presenta più estesa e più intensamente colorata nei maschi rispetto alle femmine.
In cattività è stata selezionata la mutazione lutino, caratterizzata dalla mancata espressione delle melanine a favore dei pigmenti lipocromici: in tal modo, l'esemplare così mutato presenta piumaggio giallo in luogo del verde e bianco in luogo del blu, mentre il rosso della coda rimane inalterato. Gli occhi nei soggetti mutati lutino sono rossi come nei casi di albinismo: tuttavia, una nuova e recente mutazione (denominata acianica) conserva l'occhio di colore bruno pur lasciando un fenotipo lutino.

## Biologia
Si tratta di uccelli che al di fuori del periodo riproduttivo vivono in gruppi misti di 6-7 individui, ma li si trova anche solitari od in coppie, che si muovono durante il giorno passando la maggior parte della giornata fra i rami e gli steli d'erba (raramente anche al suolo) alla ricerca del cibo.

### Alimentazione
Si tratta di una specie essenzialmente granivora, che predilige i semi ancora immaturi di numerose graminacee oltre che di riso e bambù, non disdegnando di integrare la propria dieta con frutta, bacche, germogli e (soprattutto durante il periodo riproduttivo) con piccoli insetti.

### Riproduzione
il periodo degli accoppiamenti coincide con l'estate australe e si protrae quindi grossomodo dal mese di ottobre a febbraio. Durante questo periodo il maschio emette frequentemente il proprio canto e corteggia la femmina seguendola mentre tiene nel becco uno stelo d'erba o di altro materiale filiforme in posizione verticale; la femmina segnala la propria disponibilità all'accoppiamento accovacciandosi e spostando lateralmente la coda.
Il nido viene ubicato ad un paio di metri dal suolo, nel folto della vegetazione: alla sua costruzione partecipano ambedue i sessi, col maschio che s'incarica perlopiù di reperire e trasportare il materiale (rametti, fili d'erba secca, foglie, radichette, oltre a penne e lanugine per l'imbottitura), mentre la femmina lo intreccia a formare una struttura sferica di un diametro che può raggiungere i 20 cm, composta da una camera di cova collegata all'esterno tramite un corto tunnel discendente.

All'interno del nido la femmina depone 3-6 uova biancastre, che entrambi i genitori covano alternandosi per 13-14 giorni. I piccoli alla nascita sono ciechi ed implumi, e possiedono ai lati del becco le caratteristiche escrescenze fluorescenti tipiche del genere Erythrura, che in questa specie sono di colore bianco-azzurrino. Essi vengono allevati da ambedue i genitori e sono in grado d'involarsi a circa 15 giorni dalla schiusa, sebbene tendano a rimanere nei pressi del nido per altre due settimane, dopodiché vengono scacciati dai genitori (che spesso stanno portando a termine una seconda covata nel nido), ed in particolare dal padre. I giovani mutano la livrea giovanile (verdina con un accenno di mascherina nero-bluastra) in quella adulta attorno ai quattro mesi di vita.